# Karl Emanuel von Wattenwyl

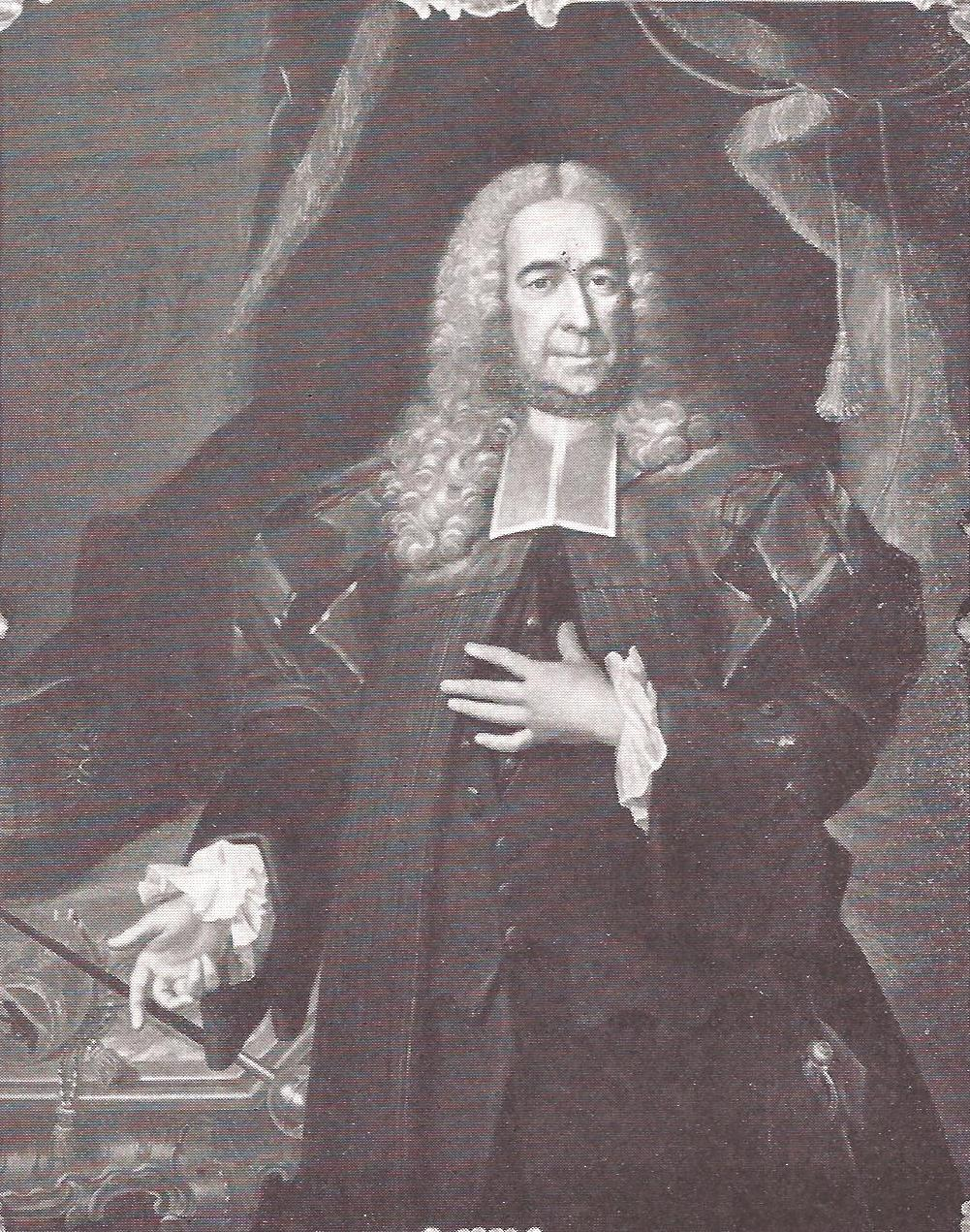
Karl Emanuel von Wattenwyl, Gemälde von Jakob Emanuel Handmann (1753)

Karl Emanuel von Wattenwyl (getauft 30. Mai 1684; † 3. Dezember 1754) war ein Schweizer Jurist und Schultheiss von Bern.

## Leben
Karl Emanuel von Wattenwyl kam als Sohn des David und der Johanna von Wattenwyl zur Welt. 1708 heiratete er Barbara von Graffenried, Tochter des Christoph von Graffenried. Er studierte Recht in Basel und Leiden, war 1710 Schultheiss des Äusseren Standes und ab 1718 Mitglied des Grossen Rates. In den Jahren 1729 bis 1735 war er Landvogt zu Morges, ab 1741 Mitglied des Kleinen Rats. Von 1744 bis 1750 amtete er als Deutschseckelmeister sowie 1750 bis 1753 als bernischer Schultheiss. 
Karl Emanuel von Wattenwyl erwarb 1720 die Freiherrschaft Belp.